# Karl Heinrich von Kurssel

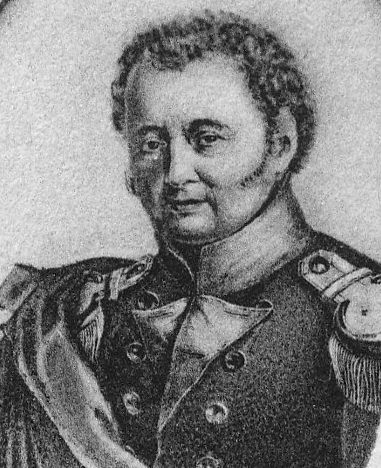
Karl Heinrich von Kurssel

Karl Heinrich Adolf von Kurssel (* 20. September 1780 in Költschen; † 10. April 1853 in Neisse) war ein preußischer Generalleutnant und Kommandant der Festung Neiße.

## Leben

### Herkunft
Er war der Sohn von Karl Ludwig Heinrich von Kurssel (* 9. Dezember 1748; † 12. September 1799) und dessen ersten Ehefrau Ernestine Henriette Charlotte, geborene von Prittwitz und Gaffron (* 7. Juli 1758; † 18. Mai 1787). Sein Vater war Rittmeister im Kürassierregiment „von Seydlitz“ und Erbherr auf Költschen.

### Militärkarriere
Kurssel trat am 1. Oktober 1794 als Estandartenjunker in das Kürassierregiment „von Mengden“ der Preußischen Armee ein und avancierte bis Oktober 1797 zum Sekondeleutnant. Als Premierleutnant erhielt er während des Vierten Koalitionskrieges für die Schlacht bei Preußisch Eylau den Orden des Heiligen Wladimir IV. Klasse. Kurssel kämpfte bei der Kanonade von Gollau und nahm am Rückzug über die Memel teil. Nach dem Frieden von Tilsit wurde er am 12. Mai 1807 Stabsrittmeister im Schlesischen Kürassier-Regiment. Am 17. Juni 1808 bekam Kurssel die Kokarde zum Orden des Heiligen Wladimir. Mitte September 1808 wurde ihm ein viermonatiger Urlaub ohne Gehalt nach Schlesien bewilligt.
Während der Befreiungskriege kämpfte Kurssel in den Schlachten bei Großgörschen und Bautzen. Im Gefecht bei Haynau erwarb er das Eiserne Kreuz II. Klasse. Später kämpfte er bei Montmirail und Champaubert, wo er verwundet in französische Gefangenschaft geriet. In der Zeit wurde er am 28. Juni 1813 zunächst überzähliger Rittmeister und am 26. August zum Eskadronchef ernannt. Am 31. Juli 1814 folgte seine Beförderung Major.
Nach dem Krieg war Kurssel ab dem 12. August 1816 auch als Präses der Prüfungskommission für Portepeefähnriche der 8. Brigade tätig. Er stieg am 16. September 1816 zum etatsmäßigen Stabsoffizier auf und wurde am 23. Juni 1818 zum Kommandeur des 7. Ulanen-Regiment ernannt. In dieser Stellung avancierte Kurssel am 30. März 1824 zum Oberstleutnant, erhielt am 18. Juli 1825 das Dienstkreuz und wurde am 18. Januar 1826 in den Johanniterorden aufgenommen. Am 30. März 1829 wurde er Oberst und in dieser Eigenschaft am 30. März 1835 zum Kommandeur der 5. Kavallerie-Brigade in Frankfurt (Oder) ernannt sowie 9. April 1835 dem 7. Ulanen-Regiment aggregiert. Im Jahr 1834 lieferte sich Oberst von Kurssel ein Pistolenduell mit dem Fürsten Pückler-Muskau. Anlass war eine Novelle des Fürsten, die Kurssel als Angriff auf seine Familienehre interpretierte. Er beleidigte Pückler öffentlich mit einer Presseanzeige und zwang diesen zur Forderung. Kurssel wurde hierbei ungefährlich am Hals verwundet. Am 30. März 1836 wurde er zum Generalmajor befördert. Am 8. Juni 1838 erhielt er den russischen Sankt-Stanislaus-Orden I. Klasse. Am 7. April 1842 wurde er als erster Kommandant in die Festung Neiße versetzt. Dort wurde Kurssel am 30. März 1844 zum Generalleutnant befördert und anlässlich seines 50-jährigen Dienstjubiläums am 16. Oktober 1844 mit dem den Stern zum Roten Adlerorden II. Klasse mit Eichenlaub ausgezeichnet. Mit einer jährlichen Pension von 2250 Talern trat er am 8. März 1845 in den Ruhestand.
In seiner Beurteilung im Jahr 1842 schrieb der General Graf Brandenburg: „Ein durchaus ehrenwerter, braver Mann. Wie in seinen früheren Verhältnissen, ist er auch jetzt bemüht, das Beste des Allerhöchsten Dienstes nach Möglichkeit wahrzunehmen. Nur sein Alter und die hierbei zunehmende Felddienstunfähigkeit scheint seiner anderweitige Beförderung entgegen gewesen zu sein.“

### Familie
Kurssel heiratete am 9. Mai 1809 in Dittmannsdorf (Kreis Waldenburg) Karoline Luise von Lieres und Wilkau (* 15. Dezember 1785; † 29. August 1868), verwitwete von Schickfus und Neudorf.